# Рид, Полли Энн

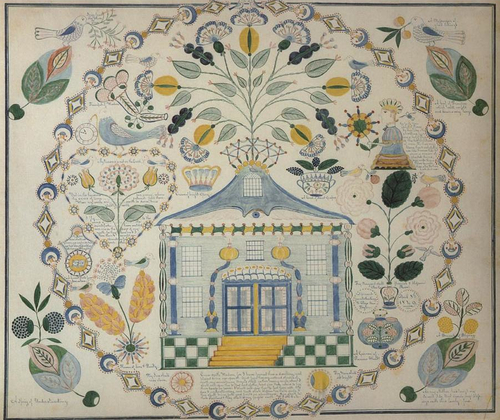
Одна из работ Полли Энн Рид

Полли Энн Рид (англ. Polly Anne (Jane) Reed; 1818—1881) — американская художница, шейкер.
Считается одним из самых опытных художников в сообществе шейкеров.

## Биография
Родилась в 1818 году в городе Фэрфилд, штат Нью-Йорк.
Когда девочке было восемь лет, их семью навестил миссионер шейкеров Келвин Грин (Calvin Green), предложивший приобщить Полли к общине Mount Lebanon Shaker Society в Нью-Лебаноне, штат Нью-Йорк, и родители дали своё согласие на это. Эта история была хорошо известна даже за пределами сообщества шейкеров, став темой романа Кейт Уигген «Susanna and Sue» (1909), проиллюстрированного Элис Стивенс и Ньюэллом Уайетом.
В Нью-Лебаноне Полли Рид вступила в декабре 1825 года в First Order of the Church. Большую часть своей жизни она провела как портниха и была мастером своего дела. Получив образование исключительно в рамках общества шейкеров, Полли позже стала школьной учительницей для детей Нью-Лебанона. Красота её почерка была признана ещё при жизни Рид и её часто просили действовать в качестве писца. Она также она создала много рукописных гимнов, используя «буквенную нотацию» — систему нотной записи музыки, которую изобрели шейкеры. Большим уважением пользовалась и её вышивка. За свои заслуги Полли Рид в 1855 году была назначена старейшиной, а в 1869 году стала членом Ministry, проработав на этом посту до конца жизни.
Во времена шейкерной Эры Проявлений, Рид стала одной из общины шейкеров, кто создавал «подарочные рисунки» (gift drawing), основанные на их видениях. Сохранилось около пятидесяти её рисунков, большинство из которых представляют собой небольшие вырезки из сердечек или листьев, покрытые текстом, но более десяти — это полностью разработанные ею произведения искусства, сочетающие каллиграфию с изображениями голубей, цветов и других причудливых предметов. На некоторых присутствуют масонские изображения. Часть её произведений были созданы в качестве «награды за заслуги» для школьных учеников.
Работы Полли Энн Рид находятся в Музее народного искусства Эбби Олдрич Рокфеллера, Историческом обществе Западного заповедника, Музее американского народного искусства и других учреждениях.
Умерла в 1881 году.